# Making Enemies is Good
Making Enemies is Good är ett album av det svenska rockbandet Backyard Babies, utgivet 2001.
Albumet nådde förstaplatsen på den svenska albumlistan. Det belönades med en Grammis i kategorin årets hårdrock med motiveringen "för att de med ohämmad energi och geniala melodier lyckats tilltala en bred publik - utan att göra avkall på sin egen integritet".

## Låtlista
1. "I Love to Roll" - 2:07
2. "Payback" - 3:06
3. "Brand New Hate" - 3:03
4. "Colours" - 4:52
5. "Star War" - 3:09
6. "The Clash" - 3:09
7. "My Demonic Side" - 3:39
8. "The Kids Are Right" - 3:00
9. "Ex-Files" - 3:39
10. "Heaven 2.9" - 2:53
11. "Too Tough to Make Some Friends" - 2:19
12. "Painkiller" - 5:36
13. "Bigger W/A Trigger" - 2:07